# Гарапач, Константин Иванович
Константин Иванович Гарапач (5 января 1967, Киев) — скульптор. Член Санкт-Петербургского Союза художников (1996). Член-корреспондент РАХ (Отделение скульптуры, 2012).

## Биография
Константин Иванович Гарапач родился 5 января 1967 года в Киеве. Окончил Санкт-Петербургский академический институт живописи, скульптуры и архитектуры имени И. Е. Репина в 1993 году, мастерская скульптуры профессора М. К. Аникушина. Стажировался в Высшей школе искусств в Берлине (1991). Проходил обучение в Творческой мастерской скульптуры Российской академии художеств в Санкт-Петербурге (1994—1997), руководитель — М. К. Аникушин. Стипендиат Президента Российской Федерации (1998).
Постоянный участник региональных, всероссийских, зарубежных и международных выставок с 1985 года. Персональные выставки прошли во многих городах России и зарубежных стран.
Станковые произведения представлены в музейных и частных собраниях России, коллекциях многих зарубежных стран (Канады, США, Швейцарии, Нидерландов, Германии, Франции, Финляндии и других стран).
Живёт и работает в Санкт-Петербурге.

## Основные проекты и произведения
Работы в области монументального искусства
- Воссоздание скульптурной композиции «Минерва» на здании Академии художеств (в составе творческой группы, Санкт-Петербург, 1997)
- Скульптурные композиции «Принцесса Луиза и Фридерика» (Германия, 2008)
- «Мать — Абхазия» (в составе творческой группы, Абхазия, 2010)
- «Победа» (Абхазия, 2011)
- Мемориальный комплекс, посвящённый памяти директора Производственного объединения «Кировский завод» П. Г. Семененко (Александро-Невская Лавра, Санкт-Петербург, 2006)

Памятники
- писателю Е. Носову (в составе творческой группы, Курск, 2005)
- «Защитникам Отечества» (в составе творческой группы, Якутия, 2005)
- композитору Д. Шостаковичу (Санкт-Петербург, 2009)[4][5]
- памятник-бюст директору Производственного объединения «Кировский завод» П. Г. Семененко (Санкт-Петербург, 2005)
- Мемориальная доска П. Г. Семененко, директору Производственного объединения «Кировский завод» (Санкт-Петербург, 2006)
- Фонтанный ансамбль «Времена года» (Санкт-Петербург, 2014)
- памятник выдающемуся инженеру и предпринимателю Николаю Путилову (Санкт-Петербург, 2020)[6][7].
- памятник кавказоведу А. Н. Генко (аул Красный Восток, 2021)[8]

Работы в области станкового искусства
Скульптурные композиции: «И. П. Павлов» (бронза, 1993), «Ф. И. Шаляпин» (бронза, 2001), «История любви и верности. Петр и Феврония» (бронза, 2011),
«Балерина» (бронза, 2012), «Времена года» (бронза, 2014);
Портреты: физиолога И. П. Павлова (бронза, 1993), врача Т. В. Самохиной (камень, 2001), композитора Д. Шостаковича (бронза, 2009).

## Государственные и общественные награды и премии
- Первая и Вторая премии Всероссийского конкурса «Петербург, Петроград, Ленинград» (1989)
- Вторая премия конкурса «А. С. Пушкин и его город» (Санкт-Петербург, 1990)
- Диплом I степени выставки «Молодые художники Санкт-Петербурга» (2000)
- медаль «За заслуги» Национального комитета кавалеров русских Императорских орденов (2003)
- Диплом Союза художников России (2001)
- Лауреат Премии Производственного объединения «Кировский завод» (2006)
- Лауреат всероссийских конкурсов по монументальному искусству.

Награды РАХ
- Диплом Российской академии художеств (1997)[1]